# Prodige (roman)
Pour les articles homonymes, voir Prodige.
 (janvier 2024).
Si vous disposez d'ouvrages ou d'articles de référence ou si vous connaissez des sites web de qualité traitant du thème abordé ici, merci de compléter l'article en donnant les références utiles à sa vérifiabilité et en les liant à la section « Notes et références ».
Prodige sous-titré Polyphonie est un roman écrit en français par Nancy Huston, romancière et essayiste canadienne, publié le 29 avril 1999 aux éditions Actes Sud.

## Résumé
Cette fiction se présente comme une polyphonie, sans partie, ni chapitre, mais comme une succession de voix, sortes de micro-chapitres reflétant la pensée d’un personnage.

## Éditions
- Nancy Huston, Prodige,  Actes Sud  (ISBN 2702837344)